# Federico Hernán Pereyra
Federico Hernán Pereyra (ur. 4 stycznia 1989 w Río Cuarto, Argentyna) – argentyński piłkarz, grający na pozycji obrońcy.

## Kariera piłkarska

### Kariera klubowa
W 2009 rozpoczął karierę piłkarską w cypryjskim ASIL Lysi, w następnym roku przeszedł do hiszpańskiego klubu Cerro Reyes. Latem 2011 wrócił do ojczyzny, gdzie potem bronił barw klubów Central Córdoba, Juventud Unida i Tristán Suárez. W sezonie 2014/15 grał w boliwijskim Club Blooming, po czym przeniósł się do Club The Strongest. 31 sierpnia 2016 zasilił skład ukraińskiej Zirki Kropywnycki. 23 czerwca 2017 przeszedł do Karpat Lwów. 27 stycznia 2018 przeszedł do chilijskiego CD Huachipato.